# Eisenbahnunfall im Bahnhof Ajikawaguchi

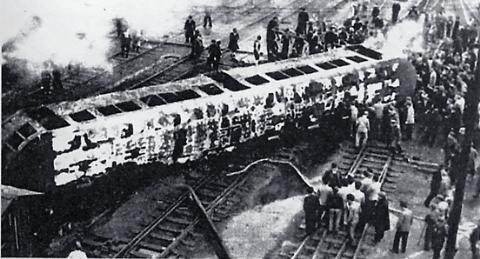
Der entgleiste und ausgebrannte Zug

Bei dem Eisenbahnunfall im Bahnhof Ajikawaguchi (jap. 西成線列車脱線火災事故, Nishinari-sen ressha dassen kasai jiko) der Nishinari-Linie (heute Sakurajima-Linie) in Osaka, Japan, am 29. Januar 1940 starben 190 Reisende, mindestens 82 wurden verletzt. Die hohe Opferzahl lag darin begründet, dass der Zug im morgendlichen Berufsverkehr mit Pendlern überfüllt war und in Brand geriet. Zum Unfallhergang gibt es verschiedene Versionen:
- Der verunglückte Benzintriebwagenzug mit drei Wagen entgleiste, als unter dem fahrenden Zug eine Weiche umgestellt wurde. Der Zug stürzte um und die Benzintanks entzündeten sich.[1]
- Nach einer zeitgenössischen Pressemeldung[2] von Associated Press fuhr der Zug in eine Reihe mit Benzin beladener Kesselwagen, das Benzin aus den beschädigten Güterwagen floss in den entgleisten Personenzug und entzündete sich.

Der Eisenbahnunfall war der mit der höchsten Zahl von Todesopfern in Japan.